# Prvenstvo BLP 1923-1924
Il Prvenstvo Beogradskog loptičkog podsaveza 1923./24., in cirillico Првенство Београдског лоптичког подсавеза 1923./24., (it. "Campionato della sottofederazione calcistica di Belgrado 1923-24") fu la quinta edizione del campionato organizzato dalla Beogradski loptački podsavez (BLP).
Il torneo fu vinto dallo Jugoslavija, al suo secondo titolo nella BLP.

Questa vittoria diede ai biancorossi l'accesso al Državno prvenstvo 1924 (il campionato nazionale jugoslavo) assieme ai vincitori delle altre sottofederazioni.
Il campionato era diviso era diviso fra le squadre di Belgrado città (divise in più classi, razred) e quelle della provincia (divise in varie parrocchie, župe). La vincitrice della 1. razred disputava la finale sottofederale contro la vincente del campionato provinciale.

## Prima classe "A"
```
Il torneo era a cinque squadre, dal 23 settembre 1923 al 27 luglio 1924. L'11 maggio 1924 due di esse, Vardar e Konkordija, si sono fuse a formare lo Jedinstvo. I loro risultati sono stati cancellati e lo Jedinstvo non ha disputato partite.
[
2
]
```

### Classifica
|                   | Pos. | Squadra            | Pt | G | V | N | P | GF | GS | QR     |
| ----------------- | ---- | ------------------ | -- | - | - | - | - | -- | -- | ------ |
|                   | 1.   | Jugoslavija        | 8  | 4 | 4 | 0 | 0 | 25 | 2  | 12,500 |
|                   | 2.   | BSK Belgrado       | 4  | 4 | 2 | 0 | 2 | 18 | 17 | 1,058  |
|                   | 3.   | Soko Belgrado      | 0  | 4 | 0 | 0 | 4 | 4  | 28 | 0,142  |
|                   | 4.   | Jedinstvo Belgrado |    |   |   |   |   |    |    |        |
| Fonte: exyufudbal |      |                    |    |   |   |   |   |    |    |        |

Legenda:
      Campione della BLP ed ammessa al campionato nazionale.
  Partecipa agli spareggi.
      Retrocessa nella classe inferiore.
Note:
Due punti a vittoria, uno a pareggio, zero a sconfitta.

### Risultati
Andata:
23.09.1923. Konkordija – Vardar 1–0
27.09.1923. Konkordija – Soko 0–2
30.09.1923. BSK – Vardar 2–1
07.10.1923. BSK – Soko 9–0
14.10.1923. Jugoslavija – Konkordija 6–1
08.11.1923. BSK – Konkordija 6–1
18.11.1923. Jugoslavija – Soko 9–0
25.11.1923. Jugoslavija – BSK 9–1
10.02.1924. Soko – Vardar 3–2
25.02.1924. Jugoslavija – Vardar 9–2
Ritorno:
02.03.1924. Jugoslavija – Konkordija 8–0, BSK – Vardar 4–0
23.03.1924. Soko – Konkordija 2–0
30.03.1924. Vardar – Soko 0–2
04.05.1924. BSK – Vardar 0–3 a tavolino. Il BSK ha presentato ricorso, quindi una nuova partita avrebbe dovuto essere giocata l'11 maggio, ma ciò non è accaduto a causa della fusione del Vardar
08.06.1924. Jugoslavija – Soko 2–1
20.07.1924. BSK – Soko 8–3
27.07.1924. Jugoslavija – BSK 5–0

## Classi inferiori

### I/B razred
```
1  Jadran
2  
Srpski mač

3  Brđanin
4  Šumadija
5  Srbija (Fuso con il SK Soko alla fine del 1923)
[
4
]
```

### II razred
```
   Squadra                         G   V   N   P   GF  GS  Q.Reti  Pti
1  Karađorđe                       4   4   0   0   10  1   10,000  8
2  Olimpija                        4   2   0   2   12  5   2,400   4
3  
Dušanovac
                       4   0   0   4   2   18  0,111   0
4  Bosna (fuso con lo Jadran nella primavera 1924)
[
5
]

5  Osvetnik (sciolto nella primavera 1924)
[
6
]
```

### III razred
```
   Squadra                         G   V   N   P   GF  GS  Q.Reti  Pti
1  
Grafičar
                        4   4   0   0   17  3   5,666   8
2  
Radnički
                        4   2   0   2   16  11  1,454   4
3  Čehoslovački                    4   0   0   4   4   23  0,173   0
4  Viktorija (ritirato dopo il girone d'andata, il club è stato sciolto)
[
7
]
```

## Coppe

### Dan Sikstova
```
Disputata il 7 aprile 1924, favorevole all'istituzione di un quotidiano sportivo
[
8
]

Quarti di finale
:
BSK - Jadran 4-3
Jugoslavija - Soko 7-1
Vardar - Konkordija 3-1

Semifinali
:
Jugoslavija - Vardar 3-0 (ritiro Vardar)
BSK esentato

Finale
:
Jugoslavija - BSK 4-1
```

### Memorial Lajoš Šenfeld
```
Lajoš "Tuško" Šenfeld
 è un ex portiere del BSK, morto in seguito ad un contrasto di gioco durante una partita fra la selezione di Belgrado e quella della Bassa Austria.
[
9
]

Semifinali
 (12.07.1924) :
Jugoslavija - Soko 8-1
BSK - Jedinstvo 8-0

Finali
 (13.07.1924) :
Soko - Jedinstvo 0-0 
(3º posto)

Jugoslavija - BSK 2-1 
(finalissima)
```

## Provincia

### Beogradska župa
```
   Squadra                         G   V   N   P   GF  GS  Q.Reti  Pti
1  
Vitez Zemun
                     8   6   0   2   24  10  2,400   12	
2  
Šparta Zemun
                    8   5   1   2   19  9   2,111   11	
3  ZAŠK Zemun                      8   4   1   3   19  13  1,462   9	
4  Banat Pančevo                   8   2   2   4   11  19  0,579   6	
5  
Građanski Zemun
                 8   0   2   6   7   29  0,241   2
```

### Novosadska župa
```
   Squadra                         G   V   N   P   GF  GS  Q.Reti  Pti
1  
Vojvodina
                       6   3   2   1   17  6   2,833   8	
2  
Juda Makabi
                     6   2   3   1   4   6   0,667   7	
3  
NAK Novi Sad
                    6   2   2   2   4   11  0,364   6	
4  
NTK Novi Sad
 (-2)               6   1   1   4   7   9   0,778   3
```

### Banatska župa
```
   Squadra                         G   V   N   P   GF  GS  Q.Reti  Pti
1 
Obilić Veliki Bečkerek
          10  9   1   0   32  9   3,556   19	
2  Slavija Veliki Bečkerek         10  3   4   3   11  8   1,375   10	
3  Borac Veliki Bečkerek           10  3   3   4   14  18  0,778   9	
4  Kadima Veliki Bečkerek          10  3   3   4   8   15  0,533   9	
5  Željeznički SK Veliki Bečkerek  10  2   4   4   16  18  0,889   8	
6  Švebiše Veliki Bečkerek         10  1   3   6   7   20  0,350   5	
```

### Skopska župa

#### Grupa Skoplje
```
   Squadra                         G   V   N   P   GF  GS  Q.Reti  Pti
1  Napredak Skoplje                6   6   0   0   31  5   6,200   12
2  Vardar Skoplje                  6   2   1   3   9   19  0,474   5
3 
Građanski Skoplje
               6   2   0   4   13  21  0,619   4
4 
Pobeda Skoplje
                  6   1   1   4   6   14  0,429   3
   
Ujedinjeni SK Skoplje
           ritirato
```

#### Finale Skopska župa
```
Napredak Skoplje - 
Belasica Strumica
       ritiro Belasica
```

### Moravska župa

#### Autunno 1923
```
Semifinale:    Građanski/Momčilo Leskovac - Jug Bogdan Prokuplje   ritiro Jug Bogdan
Finale:        Građanski/Momčilo Leskovac - 
Nišavac Sinđelić Niš
   0-6
```

#### Primavera 1924
```
Primo turno:   Jug Bogdan Prokuplje - Momčilo Leskovac             2-1
Secondo turno: 
Sinđelić Niš
 - Jug Bogdan Prokuplje                 ritiro Jugović
Semifinale:    
Sinđelić Niš
 - Jugović Niš                          1-0
Finale:        
Sinđelić Niš
 - Pobeda Niš                           4-0
```

### Šumadijska župa
```
   Squadra                         G   V   N   P   GF  GS  Q.Reti  Pti
1 
Šumadija Kragujevac
             2   2   0   0   11  0   0,000   4	
2 
Šparta Jagodina
                 2   0   0   2   0   11  0,000   0
```

### Jelička župa
```
Semifinale:    Era Užice - Vardar Užice                  3-2
Finale:        Era Užice - Konkordija Era Užice          ritiro Konkordija	
```

### Posavsko-Bosansko župa
```
Mačva Šabac
 - Sloga Brčko                 5-1
```

### Kolubarska župa
```
Kolubara Lazarevac
 - Srpski mač Valjevo   2-2
```

## Finali provinciali
```
Obilić V. Bečkerek
 - 
Vojvodina
            2-2 (08.09.1924)

Mačva Šabac
 - 
Šumadija Kragujevac
         3-1 (22.09.1924)
```